# 氟五氯乙烷
氟五氯乙烷（化学式：C2Cl5F），别名R-111，是一种氯氟烃，曾被用来作为推进剂和制冷剂。
由于其对臭氧层的危害而于1996年1月1日起被蒙特利尔议定书所禁止。